# 20331 Біжемаркс
20331 Біжемаркс (20331 Bijemarks) — астероїд головного поясу, відкритий 20 квітня 1998 року.
Тіссеранів параметр щодо Юпітера — 3,339.